# María de Molina (1896)
María de Molina – hiszpańska kanonierka torpedowa z końca XIX wieku, jednostka prototypowa typu María de Molina. Okręt został zwodowany 9 października 1896 roku w stoczni Arsenal de La Graña w Ferrol i wszedł w skład hiszpańskiej marynarki wojennej w 1898 roku. Jednostka została wycofana ze służby w 1926 roku.

## Projekt i budowa
„María de Molina” została zamówiona i zbudowana w krajowej stoczni Arsenal de La Graña w Ferrol . Jednostka posiadała dwa kominy. Stępkę okrętu położono w 1894 roku, a zwodowany został 9 października 1896 roku .

## Dane taktyczno-techniczne
Okręt był kanonierką torpedową o długości między pionami 71,62 metra, szerokości 7,98 metra i zanurzeniu 2,7 metra (maksymalnie 3,04 metra) . Wyporność normalna wynosiła 830 ton . Siłownię jednostki stanowiły dwie pionowe maszyny parowe potrójnego rozprężania o łącznej nominalnej mocy 2500 KM (3500 KM po przeciążeniu), do których parę dostarczały cztery kotły lokomotywowe . Prędkość maksymalna napędzanego dwiema śrubami okrętu wynosiła 17 węzłów przy mocy nominalnej i 19,5 węzła po przeciążeniu maszyn. Okręt zabierał standardowo zapas 120 ton węgla, co zapewniało zasięg wynoszący 2000 Mm przy prędkości 10 węzłów .
Na uzbrojenie artyleryjskie okrętu składały się dwa pojedyncze działa kalibru 120 mm Hontoria M1883 L/35, cztery pojedyncze działa 3-funtowe kal. 42 mm (1,65 cala) Nordenfelt L/42 i dwa karabiny maszynowe kal. 7,7 mm L/80 . Broń torpedową stanowiły trzy pojedyncze wyrzutnie kal. 356 mm (14 cali), w tym jedna stała na dziobie, umieszczona poniżej wodnicy .
„María de Molina” miała opancerzoną wieżę dowodzenia o grubości 152 mm (6 cali) .
Załoga okrętu składała się z 89 oficerów, podoficerów i marynarzy.

## Służba
„María de Molina” została przyjęta w skład Armada Española w 1898 roku . Nazwa jednostki upamiętniała królową Kastylii i Leónu, Maríę de Molina. W momencie wybuchu wojny amerykańsko-hiszpańskiej jednostka nie osiągnęła jeszcze gotowości bojowej, stacjonując w Kadyksie. W okresie trwania I wojny światowej jednostka była już przestarzała . W latach 1917–1918 kanonierka przeszła modernizację, która obejmowała wymianę kotłów i ustawienie blisko siebie dwóch kominów, a także demontaż obu dział kal. 120 mm i czterech dział kal. 42 mm, w miejsce których zainstalowano osiem pojedynczych dział kal. 57 mm Nordenfelt L/42 . Okręt wycofano ze służby w 1926 roku .